# بنو نهاوی (یمن)
 بنو نهاوی  به عربی ( بنو الَنَهاوی  )، روستایی است در عزلهٔ (قٌدٌم)، در ناحیهٔ (نجرة)، از توابع استان تَعِز در کشور یمن در شبه جزیره عربستان است. 
جمعیت آن ۱۰۵ نفر (۶ خانوار) می‌باشد.